# Орловська духовна семінарія
Орловська духовна семінарія — середній духовний навчальний заклад Орловської єпархії Відомства православного сповідання Російської імперії, яке готувало священно- і церковнослужителів. Існувала до 1918 року. Після захоплення влади більшовиками була закрита.

## Історія
У 1788 році у зв'язку з заснуванням Орловської єпархії Севського духовна семінарія, відкрита в 1778 році, була перейменована в Орловську, але як і раніше залишалася в Севську.
Духовна семінарія була переведена в Орел лише в 1827 році. Будівництво цегляного триповерхового будинку для неї велося в Орлі з квітня 1824 по листопад 1826 (архітектор Ф. І. Петонді). Його відкриття відбулося 8 травня 1827.
У вересні 1849 побудований підвальний поверх будівлі, де розмістилися кухня, пекарня, комори та майстерні. У 1850 році за семінарської огорожею був розбитий сад і влаштований город. У 1851–1855 році головний корпус реконструйований: проведена його внутрішнє перепланування.
У травні 1855 закінчено будівництво цегельного двоповерхового, з Г-подібним планом, лікарняного корпусу.
З ім'ям Олександра Богданова пов'язано повне перевлаштування семінарії. З трикласної вона була перетворена в шестикласну. Самі будівлі були перебудовані, головний корпус розширено прибудовою (1872), стався капітальний ремонт та оновлення семінарської церкви (1874).
З 1894 року в семінарії існувало архівне сховище, де зосереджувалися речові та письмові пам'ятки церковної старовини.
У 1918 році семінарія була закрита більшовицьким режимом.
У 1926 році в будівлю семінарії переведений Орловський залізничний технікум.

## Ректори
- Досифей (Ільїн) (1788 — ?)
- Діонісій (Цвєтаєв) (25 жовтня 1805 — ?)
- Гавриїл (Городков) (1817—1819)
- Амвросій (Морєв) (1822)
- Іаков (Вечерков) (1822—1823)
- Гавриїл (Воскресенський) (1825—1827)
- Арсеній (Москвін) (23 серпня 1827 — 24 серпня 1829)
- Ісидор (Нікольський) (24 серпня 1829—1833)
- Софоній (Сокольський) (10 травня 1835—1839)
- Климент (Можаров) (1839—1843)
- Платон (Фівейський) (3 травня 1843 — 30 квітня 1844)
- Парфеній (Попов) (20 квітня 1844—1845)
- Антоній (Смолін) (10 січня — грудень 1858)
- Веніамін (Павлов) (4 грудня 1858 — 10 березня 1861)
- Феогност (Лебедєв) (25 квітня 1861—1864)
- Паладій (П'янков) (15 липня 1864—1869)
- протоєрей Олександр (Богданов) (23 лютого 1870—1889)
- Варсонофій (Курганов) (3 лютого 1889 — лютий 1891)